# Latvijas Vēstnesis
Latvijas Vēstnesis est un site d'actualité letton réservé à la diffusion d'information émanant du Président de la République, du président de la Saeima et du Premier ministre, ainsi qu'à la publication d'actualités juridiques, administratives et politiques. Édité par la SARL "Latvijas Vēstnesis" il a remplacé le périodique identique sur support papier. Son propriétaire est la République de Lettonie. Les écrits s'y effectuent uniquement en langue lettonne.
Latvijas Vēstnesis n'est pas subventionné par l’État, ses revenus sont assurées par les publications. Le site détient le monopole des déclarations officielles, sans lesquelles aucun règlement et autre acte écrit ne peut être validé. 
Le siège social se trouve au no  41, rue Bruņinieku à Riga. 

## Histoire
Latvijas Vēstnesis est fondé le 2 février 1993 sur la décision no 47 du Conseil des ministres de Lettonie, avec un capital de départ de 11 825 000 roubles lettons. Sa devise est Chacun a le droit de connaitre ses droits (en letton : Ikvienam ir tiesības zināt savas tiesības), ce qui correspond à l'article 90 de la Constitution. Le premier numéro parait le 25 février 1993. Ensuite, pendant 19 ans il parait sous forme d'une revue qui compte environ 5000 numéros. 
Le site officiel existe depuis le 27 septembre 1996. 
Le 1er mai 2004, Latvijas Vēstnesis est imprimé sur 316 pages de format A3 et relié, en vue de l'adhésion du pays à l'Union européenne.
La version numérique sur Internet devient gratuite pour tous les lecteurs à partir du 1er janvier 2007.
Le 15 septembre 2011, la rédaction de Latvijas Vēstnesis en collaboration avec le ministère de la Justice accueillent à Riga le Forum européen des journaux officiels (en anglais : European Forum of Official Gazettes).
À partir du 1er janvier 2013, les publications s'effectuent uniquement sur le support numérique. Sur demande spéciale, l'éditeur peut imprimer un extrait certifié.  
Bien que le contenu ne soit plus reproduit sur un support papier, le site continue de respecter le principe d'une revue quant à la fréquence des parutions et leur numérotation.